# 秋田県道219号三倉鼻五城目線
秋田県道219号三倉鼻五城目線（あきたけんどう219ごう みくらはなごじょうめせん）は、秋田県南秋田郡八郎潟町から五城目町に至る一般県道である。

## 概要
国道7号から分岐し、全線で国道7号とJR東日本 奥羽本線に並行し南下、奥羽本線を交差後、八郎潟駅前の一日市商店街を通過し、再び奥羽本線を交差して終点の国道7号に合流する。全線が旧国道７号線にあたる。
八郎潟駅近郊の一日市商店街は、8月18日から20日の一日市の盆踊開催時に通行止めとなる。

### 路線データ
- 総延長 : 5.306 km[2]
- 実延長 : 5.306 km[2]
- 起点 : 秋田県南秋田郡八郎潟町真坂字鳥越38番（国道7号交点）[3]北緯39度58分37.28秒 東経140度4分38.52秒
- 終点 : 秋田県南秋田郡五城目町大川字沖面940番（大川三差路、国道7号交点）[3]北緯39度55分55.52秒 東経140度4分52.97秒
- 未供用区間 : なし[2]

## 歴史
- 1966年（昭和41年）10月4日 - 秋田県道に認定される[3]。

## 路線状況

### 別名
- 羽州街道 - ほぼ全線が古来からの羽州街道であった[4]。

### 重複区間
- 秋田県道298号道村大川線（南秋田郡八郎潟町一日市字大道・大道交差点 - 南秋田郡五城目町大川・終点）

### 冬期閉鎖区間
- なし[5]

### 交通不能区間
- なし[6]
- 期日指定通行止め
  - 8月18日から20日の一日市の盆踊開催時は、一日市商店街付近が通行止めになる。

### 道路施設
橋梁
- 竜馬橋(馬場目川)

## 地理

### 通過する自治体
- 南秋田郡八郎潟町 - 五城目町

### 交差する道路
| 施設名     | 接続路線名                                  | 備考                                      | 所在地                                                           |
| ---------- | ------------------------------------------- | ----------------------------------------- | ---------------------------------------------------------------- |
|            | 国道7号                                     | 起点                                      | 南秋田郡八郎潟町真坂字鳥越                                       |
|            | 町道 （国道7号・秋田県道220号真坂五城目線） | 町道経由200m東で 国道7号・県道220号に接続 | 南秋田郡八郎潟町真坂字古屋敷                                     |
| 大道交差点 | 秋田県道298号道村大川線                     |                                           | 南秋田郡八郎潟町一日市字大道北緯39度56分56.25秒 東経140度4分37秒 |
| 大川三差路 | 国道7号                                     | 終点 県道298号終点                        | 南秋田郡五城目町大川字沖面                                       |

### 沿線の施設など
- 真坂郵便局
- 八郎潟町立八郎潟中学校
- 八郎潟町役場（県道298号経由）
- JR東日本 奥羽本線 八郎潟駅
- 一日市商店街
- 八郎潟郵便局